# Juan Antonio García Soriano
Juan Antonio García Soriano (Santisteban del Puerto, 6 d'abril de 1948) és un exfutbolista espanyol de la dècada de 1970. Va ser dos cops internacional amb la selecció espanyola.

## Trajectòria
Malgrat va néixer a la província de Jaén, de petit es traslladà a València i més tard a Catalunya. Fou a Barcelona on començà a donar cops de peu a la pilota, al futbol base del FC Barcelona i més tard a la Penya Kubala. El 1966 passà al Llevant UE, jugant primer a l'Atlètic Llevant i posteriorment al Llevant UE. L'any 1970 fitxà pel Centre d'Esports Sabadell on jugà durant tres temporades, dues d'elles a primera divisió. El 21 de febrer de 1971 jugà amb la selecció catalana un partit d'homenatge a Juan Gardeazábal enfront de la selecció del País Basc. Jugà dues temporades al Reial Múrcia CF, on arribà a ser internacional amb la selecció espanyola l'any 1974. L'any 1975 fou traspassat al Reial Betis per 17 milions de pessetes. Romangué al club cinc temporades i guanyà una Copa del Rei.

## Palmarès
- Copa espanyola:
  - 1976-77